# Палата правде у Зрењанину
Палата правде у Зрењанину саграђена је у периоду од 1906. до 1908. године. На расписаном конкурсу Министарства правде у Будимпешти, прву награду за пројекат зграде жупанијског суда и затвора добио је будимпештански архитекта Шандор Ајгнер. Својом наменом и величином зграда сведочи о све већој улози Великог Бечкерека као административно управног и регионалног седишта Торонталске жупаније.

## Архитектура
Палата је монументална двоспратна грађевина подужне основе у облику неправилног ћириличног слова П, са веома издуженим уличним крилом које је постављено паралелно са некадашњим током Бегеја а на регулационој линији Кеја 2. октобра. У архитектури палате преовлађују елементи стила неороманике а изграђена је у периоду касног историзма.
Након сто година од изградње, зграда суда и затвора у Зрењанину успешно задовољава исту намену, кроз неколико државних и правних система који су се у међувремену смењивали.
Од профаних грађевина, поред Градске куће (некад Жупанијске палате), зграда суда и затвора представља највредније архитектонско дело у заштићеном градитељском корпусу на територији града Зрењанина. Поред историјске и архитектонске вредности, палата има изузетну амбијенталну вредност – са које год стране се сагледава, пружа јединствен призор.

## Галерија
- Централни део зграде
- Палата правде и језеро
- Степениште
- Ентеријер првог спрата
- Судница
- Централни портал